# مزرعة المطحنة
المطحنة أو مزرعة المطحنة هي إحدى القرى اللبنانية من قرى قضاء جزين في محافظة الجنوب.